# Crepidodera pluta
Crepidodera pluta is een keversoort uit de familie bladkevers (Chrysomelidae). De wetenschappelijke naam van de soort werd in 1804 gepubliceerd door Latreille.